# 検見川町 (千葉市)
検見川町（けみがわちょう）は、千葉県千葉市花見川区の地名。現行行政地名は検見川町一丁目から検見川町三丁目と検見川町五丁目であり、検見川町四丁目は存在しない。郵便番号は262-0023。

## 概要
千葉市の西部、花見川区の南部に位置しており、千葉市の幕張町、浪花町、花園、南花園、稲毛町、真砂と隣接する。

## 歴史
- 詳細は「検見川町」を参照

## 世帯数と人口
2025年（令和7年）6月末現在の世帯数と人口は以下の通りである。
| 町丁           | 世帯数    | 人口     |
| -------------- | --------- | -------- |
| 検見川町一丁目 | 675世帯   | 1,146人  |
| 検見川町二丁目 | 799世帯   | 1,350人  |
| 検見川町三丁目 | 2,993世帯 | 5,679人  |
| 検見川町五丁目 | 1,971世帯 | 4,047人  |
| 合計           | 6,438世帯 | 12,222人 |

## 小・中学校の学区
市立小・中学校に通う場合、学区は以下の通りとなる。
| 番地 | 小学校               | 中学校             |
| ---- | -------------------- | ------------------ |
| 全域 | 千葉市立検見川小学校 | 千葉市立花園中学校 |

## 施設

### 公共交通機関
- 京成電鉄
  -  京成千葉線「検見川駅」

### 教育機関
- 千葉市立検見川小学校

### 神社
- 検見川神社

### 史跡
- 検見川無線送信所跡